# Mulberry (Florida)
Mulberry város az Amerikai Egyesült Államok Florida államában, Polk megyében. Lakosainak száma 3952 fő (2020. április 1.).

## Népesség
A település népességének változása:

| 2010 | 3 817 |
| 2020 | 3 952 |